# Мовиле (Сибињ)
Мовиле (рум. Movile) насеље је у Румунији у округу Сибињ у општини Јакобени. Oпштина се налази на надморској висини од 487 m.

## Становништво
Према подацима из 2002. године у насељу је живело 335 становника.

### Попис2002.
| Расподела становништва по националности 2002.‍ | Расподела становништва по националности 2002.‍ | Расподела становништва по националности 2002.‍ | Расподела становништва по националности 2002.‍ | Расподела становништва по националности 2002.‍ |
| --------------------------------------------- | --------------------------------------------- | --------------------------------------------- | --------------------------------------------- | --------------------------------------------- |
|                                               |                                               |                                               |                                               |                                               |
| Румуни                                        | Румуни                                        |                                               | 310                                           | 93,7%                                         |
| Роми                                          | Роми                                          |                                               | 21                                            | 6,3%                                          |